# Lafnitz
Lafnitz é um município da Áustria, situado no distrito de Hartberg-Fürstenfeld, no estado da Estíria. Tem 15,61 km² de área e sua população em 2019 foi estimada em 1.445 habitantes.